# Callomyia gilloglyorum
Callomyia gilloglyorum är en tvåvingeart som beskrevs av Kessel 1961. Callomyia gilloglyorum ingår i släktet Callomyia och familjen svampflugor.
Artens utbredningsområde är Kalifornien. Inga underarter finns listade i Catalogue of Life.